# Rua do Comércio, 3
O Edifício na Rua do Comércio nº 3, em Santa Leopoldina, é um bem cultural tombado pelo Conselho Estadual de Cultura do Espírito Santo, inscrição no Livro do Tombo Histórico sob o nº 32 a 68, folhas 4v a 7v.

## Importância
No livro "Arquitetura: Patrimônio Cultural do Espírito Santo", publicado pela Secretaria de Cultura do Espírito Santo em 2009, o edifício é descrito como um edifício de dois pavimentos construído em 1918, no cruzamento da rua do Comércio e da rua José de Anchieta. Faz parte de um conjunto de casas na mesma rua, em Santa Leopoldina, construídas no mesmo período. Sua descrição é: "com seu formato triangular é o principal elemento de definição volumétrica dominada pela estreita face da esquina, onde se situam a porta de acesso ao pavimento térreo, um pequeno balcão no pavimento superior e um discreto frontão resultante da elevação da platibanda. Complementarmente, as fachadas laterais têm composição dominada pelos amplos vãos de porta, simetricamente posicionados nos dois pavimentos. Esses, contudo, são arrematados de forma a acentuar a diferença funcional do edifício. Assim, enquanto no térreo uma pesada cantaria emoldura as portas do comércio, na residência balaústres em alvenaria arrematam e protegem portas-janelas de peitoril entalado. O segundo pavimento abrigou a residência da família Sassemburg, posteriormente substituída pelo Cachoeirano Futebol Clube, para, a seguir, ser abandonado. Contudo, o edifício parece corresponder à estrutura residencial e comercial de uma propriedade que se complementa com o imóvel situado à sua esquerda, o número 01 da rua do Comércio. Identificada na unidade de elementos de arquitetura e de composição presentes nos dois edifícios, essa complementaridade permite valorizar a de- pendência da relação programática e expressão formal resultante dessa associação".

## Tombamento
O edifício foi objeto de um tombamento de patrimônio cultural pelo Conselho Estadual de Cultura, de número 05, em 30 de julho de 1983, Inscr. nº 32 a 68, folhas 4v a 7v. O processo de tombamento inclui quase quarenta imóveis históricos de Santa Leopoldina. No ato de tombamento, é listado como proprietária Ivone Vargas Brunow.
O tombamento desse edifício e outros bens culturais de Santa Leopoldina foi principalmente decorrente da resolução número 01 de 1983, em que foram aprovadas normas sobre o tombamento de bens de domínio privado, pertencentes a pessoas naturais ou jurídicas, inclusive ordens ou instituições religiosas, e de domínio público, pertencentes ao Estado e Municípios, no Espírito Santo. Nessa norma foi estabelecido que, entre outros pontos:
- "O tombamento de bens se inicia por deliberação do CEC “ex-offício”, ou por provocação do proprietário ou de qualquer pessoa, natural ou jurídica, e será precedido, obrigatoriamente, de processo", ponto 3;
- "Em se tratando de bem(s) pertencente(s) a particular(es), cujo tombamento tenha caráter compulsório, e aprovado o tombamento, o Presidente do CEC expedirá a notificação de que trata o artigo 5°. I do Decreto n° 636-N, de 28.02.75, ao interessado que terá o prazo de 15(quinze) dias, a contar do seu recebimento, para anuir ou impugnar o tombamento", ponto 12.[3]

As resoluções tiveram como motivador a preservação histórico-cultural de Santa Leopoldina contra a especulação imobiliária, que levou à destruição de bens culturais à época.

## Localização
O edifício está atualmente localizado na mesma rua no número 1394.